# Mateusz Kazimierz Pietruszewski
Mateusz Kazimierz Pietruszewski herbu Radwan – sędzia grodzki i podstarości mielnicki w 1680 roku, burgrabia grodzki łucki w 1674 roku.
Elektor w 1669 roku z ziemi drohickiej. W 1674 roku był elektorem Jana III Sobieskiego z województwa podlaskiego.